# Samuel Noréus
Samuel Noréus, född 1775, död 12 eller 14 september 1826 på Kastorp nära Västervik under en resa (skriven i Jakob och Johannes församling, Stockholm), var en svensk jurist.
Samuel Noréus var revisionssekreterare, fullmäktig i Allmänna brandförsäkringsverket och Jernkontoret och direktör i Riksdiskonten. Han utnämndes 1812 till justitieråd i Högsta domstolen. Han var kommendör av Nordstjärneorden. En bror till honom var lagmannen Jean Noréus.